# Isomeria constitucional
A isomeria constitucional é um fenômeno, que pode ser percebido pela simples análise da fórmula estrutural plana(fcpmt)

## Tipos
É preciso seguir a ordem abaixo para classificar as substâncias que apresentam esse tipo de isomeria (constitucional). A função química é mais importante que a cadeia, etc:
1. Função: Ocorre quando há compostos de funções químicas diferentes, porém com a mesma fórmula molecular e propriedades diferentes. Um prático exemplo é a propanona (cetona) e o propanal (aldeído), que apesar da fórmula molecular ser idêntica (C3H6O), são de funções distintas.
2. Cadeia: Ocorre quando há dois compostos pertencentes à mesma função química, com a mesma fórmula molecular, porém com fórmulas estruturais diferentes.
Exemplos:
a) cadeias abertas e fechadas: propeno e ciclopropano (ambos são hidrocarbonetos de fórmula C3H6)
b) cadeias principais abertas/fechadas com número diferente de átomos de carbono
3. Posição: Ocorre quando há variação de um radical ou insaturação. Pertencem, portanto, à mesma função química.
4. Compensação ou Metameria: Os isômeros pertencem à mesma função química, mas diferem na posição do heteroátomo, ou seja, um átomo diferente de carbono e hidrogênio que está inserido na cadeia carbônica. O típico exemplo é o etóxi-etano e o metóxi-propano, ambos da função éter de fórmula molecular C4H10O.
5. Tautomeria: Caso particular da isomeria de função, no qual os isômeros coexistem em equilíbrio dinâmico em solução. Ao preparar uma solução de aldeído acético, por exemplo, uma pequena parte transforma-se em etenol, o qual, por sua vez, regenera o aldeído, estabelecendo um equilíbrio químico em que o aldeído, já que é mais estável, está presente em maior concentração.